# Watergate-Affäre
Als Watergate-Affäre (oder kurz Watergate) bezeichnet man, nach einer Definition des Kongresses der Vereinigten Staaten, zusammenfassend eine Reihe von gravierenden „Missbräuchen von Regierungsvollmachten“, die es während der Amtszeit des republikanischen Präsidenten Richard Nixon (20. Januar 1969 bis 9. August 1974) gab. Die Offenlegung dieser Missbräuche verstärkte in den USA massiv eine durch den Vietnamkrieg ausgelöste gesellschaftliche Vertrauenskrise gegenüber den Politikern in Washington und führte schließlich zu einer schweren Verfassungskrise. Nixon trat am 9. August 1974 – als bisher einziger Präsident in der US-Geschichte – von seinem Amt zurück; er kam damit einer drohenden Amtsenthebung (Impeachment) zuvor.

## Einführung

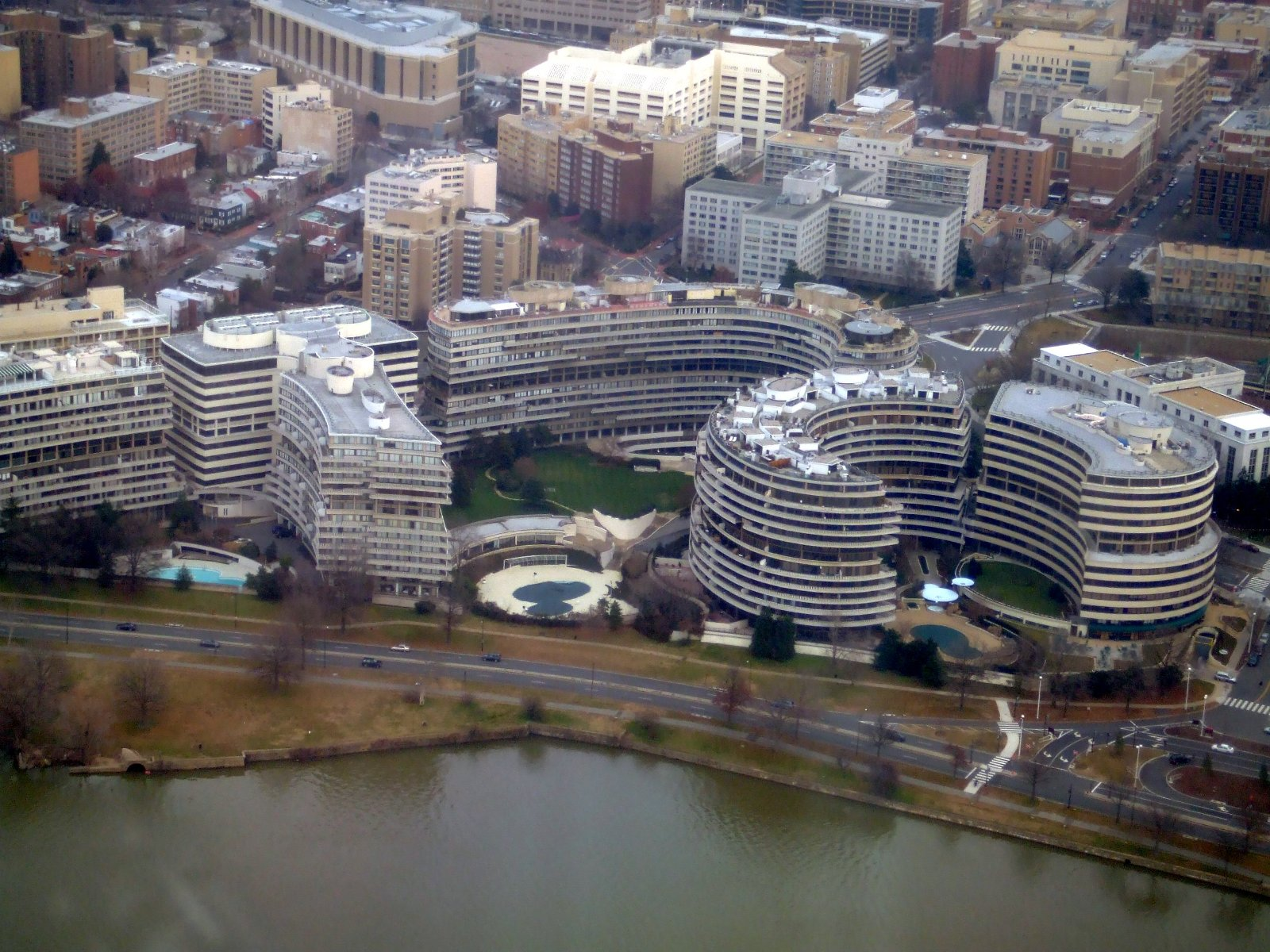
Schauplatz des Einbruchs: der Watergate-Gebäudekomplex in Washington (Foto von 2006)

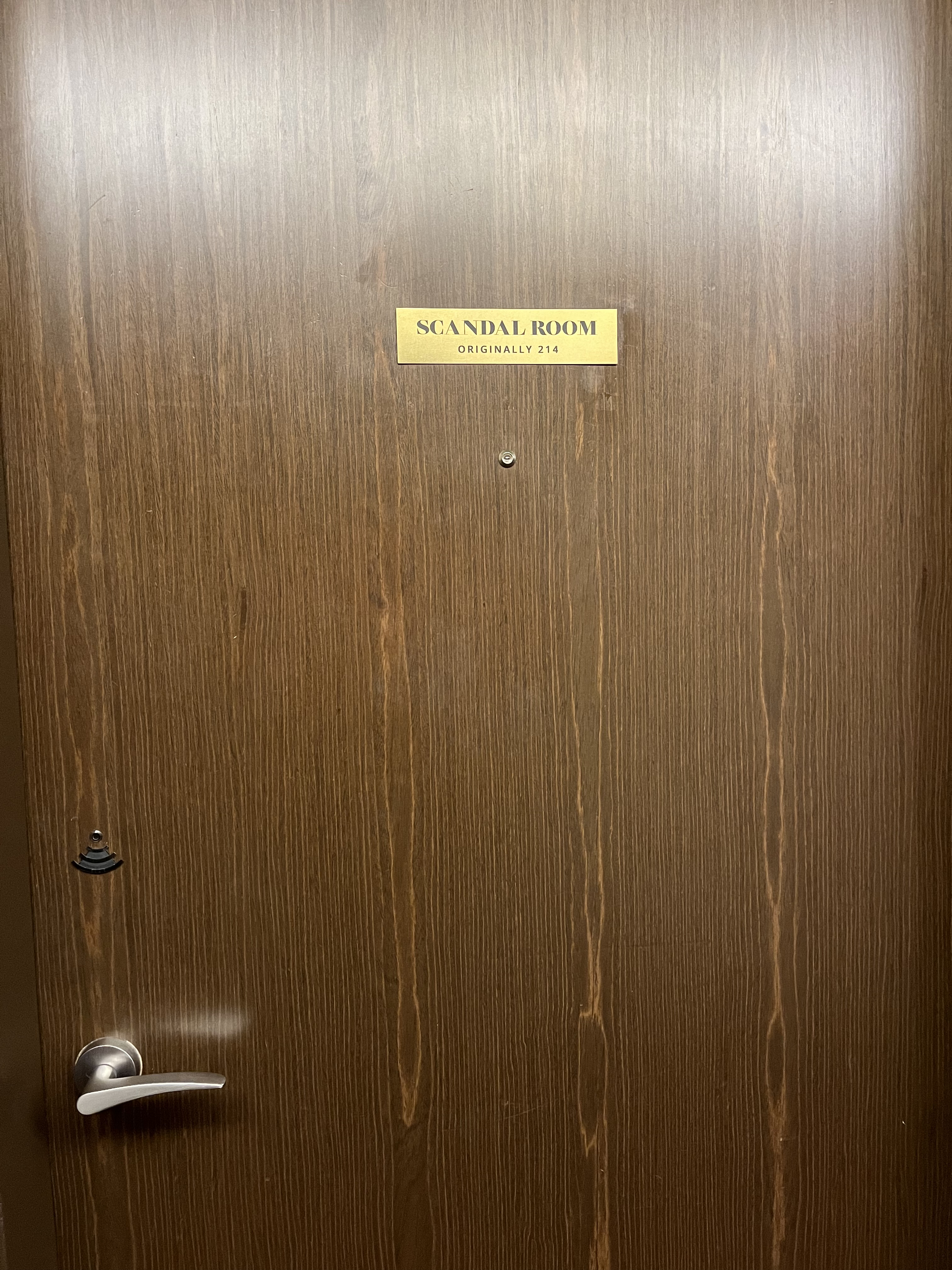
Watergate-Hotel, Tür zum Zimmer 205, bezeichnet: „SCANDAL ROOM ORIGINALLY 214“ (Foto von 2024)

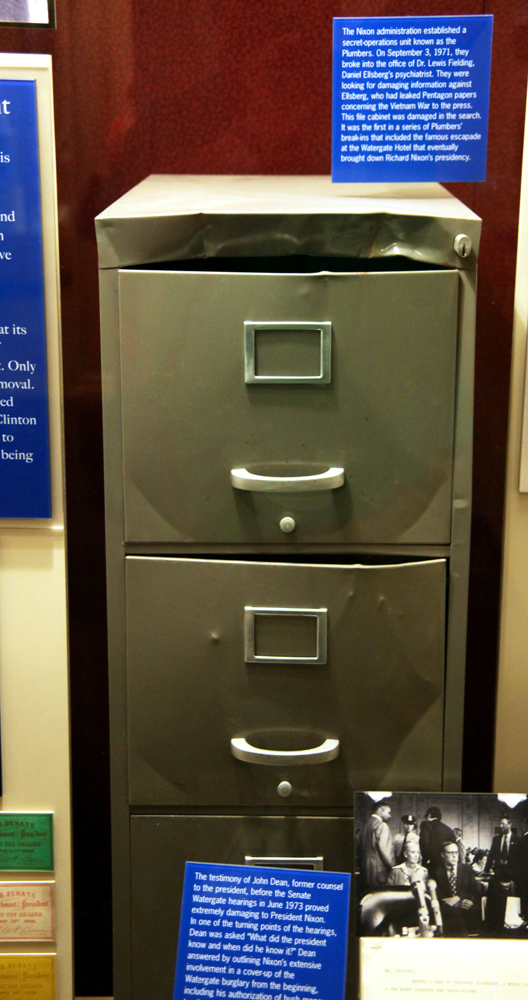
Der von CIA- und FBI-Mitarbeitern bei einem Einbruch im Watergate-Gebäude aufgebrochene Aktenschrank des Psychiaters von Whistleblower Daniel Ellsberg steht heute im Smithsonian Museum.

Die Watergate-Affäre ist benannt nach dem in der amerikanischen Hauptstadt Washington gelegenen Watergate-Gebäudekomplex – im Stadtteil Foggy Bottom –, in dem sich Anfang der 1970er Jahre das Hauptquartier der Demokratischen Partei befand. Im Mittelpunkt stand dabei Raum 214 des heutigen Watergate-Hotels, 2650 Virginia Avenue – jetzt Zimmer 205.
Dort verhaftete die von dem Wachmann Frank Wills verständigte Polizei in der Nacht zum 17. Juni 1972 fünf Einbrecher, die offenbar versucht hatten, Abhörwanzen zu installieren und Dokumente zu fotografieren. Schon frühzeitig wurde dieses aufsehenerregende Ereignis in Verbindung mit den im November 1972 anstehenden Präsidentschaftswahlen gebracht, bei denen der Amtsinhaber Richard Nixon erneut für die Republikanische Partei antreten sollte.
Umfangreiche Ermittlungen des FBI offenbarten alsbald, dass die Auftraggeber des Watergate-Einbruchs unter engen Mitarbeitern des Präsidenten beziehungsweise seines Wahlkomitees zu suchen waren. Diese Erkenntnis führte nach Nixons Wiederwahl durch einen Schneeballeffekt zur Aufdeckung weiterer Verbrechen und Vergehen, die in den Jahren zuvor teils auf direkte Anweisung des Weißen Hauses hin begangen worden waren. In einer Reihe von Enthüllungen, die ab März 1973 die Berichterstattung der Medien dominierte, erfuhr die US-amerikanische Öffentlichkeit vom Ausmaß dieser Amtsmissbräuche zulasten der politischen Gegner Nixons. Daraufhin wuchs der Druck auf den Präsidenten, zur vollständigen Aufklärung der Affäre beizutragen und umfassend mit der Justiz und mehreren Ausschüssen des Kongresses zu kooperieren. Nixons Weigerung, dies zu tun, und seine teils massiven Versuche, die Ermittlungen zu behindern oder zu begrenzen, stürzten die USA in eine lang andauernde Verfassungskrise und veranlassten das Repräsentantenhaus schließlich dazu, ein Amtsenthebungsverfahren (Impeachment) gegen Nixon einzuleiten. Die in der amerikanischen Geschichte beispiellose Konfrontation der drei Staatsgewalten endete am 9. August 1974 mit dem bisher einzigen Rücktritt eines US-Präsidenten.
Häufig wird die Watergate-Affäre zugleich als ein Triumph der Pressefreiheit gedeutet, weil Journalisten wesentlich zu ihrer Aufklärung beigetragen hatten. Berühmt wurde in diesem Zusammenhang vor allem die 1973 mit dem Pulitzer-Preis ausgezeichnete Berichterstattung der Washington Post und ihrer beiden Reporter Bob Woodward und Carl Bernstein. Während die den Watergate-Einbruch untersuchenden Staatsanwälte ihn trotz widersprechender Indizien bis Anfang 1973 als das Ergebnis des Übereifers untergeordneter Figuren ansahen, spekulierte die Washington Post schon im Sommer und Herbst 1972 – also mitten im Präsidentschaftswahlkampf – über eine weitreichende politische Verschwörung unter Einschluss des Weißen Hauses. Die Grundlage entsprechender Artikel bildeten dabei vor allem die verdeckten Hinweise, die Woodward ab Juni 1972 von seinem Hauptinformanten Mark Felt erhalten hatte. Bis Juni 1973 amtierte Felt, dem ein Redakteur der Washington Post den in die amerikanische Pressegeschichte eingegangenen Decknamen Deep Throat verlieh, als stellvertretender Direktor des FBI und war in dieser Funktion mit den Ergebnissen der Watergate-Ermittlungen engstens vertraut.
Obwohl die oft nachzulesende Behauptung, Woodward und Bernstein hätten Watergate „aufgedeckt“, teilweise als stark überzogen bewertet wird, gilt ihr Einsatz zur Kontrolle des Staates durch die „Vierte Gewalt“ heute häufig als beispielhaft für investigativen Journalismus. Zwar können dessen Ursprünge in den USA bis zu den Muckrakers am Anfang des 20. Jahrhunderts und früher zurückverfolgt werden, dennoch wurde die Watergate-Affäre nach den Worten des Soziologen Michael Schudson zum „Herzstück des Mythos um den amerikanischen Journalismus“. Dies hat die nachfolgenden Generationen von Reportern beflügelt, Machtmissbräuchen in Politik, Wirtschaft und Gesellschaft entschiedener nachzuspüren und diese anzuprangern. Andererseits wurde den Medien nach der Watergate-Affäre vermehrt eine Tendenz zur Sensationslust und zum „Produzieren“ von Skandalen (englisch scandal mongering) vorgeworfen.

## Teilbereiche der Watergate-Affäre
Es gibt keine verbindliche Definition darüber, welche „Missbräuche von Regierungsvollmachten“, für die letztlich Präsident Richard Nixon als Haupt der Exekutive die Verantwortung trug, neben dem Kernkomplex des gescheiterten Watergate-Einbruchs vom 17. Juni 1972 unter den Sammelbegriff „Watergate-Affäre“ fallen und welche nicht. Eine erste diesbezügliche Abgrenzung ergibt sich jedoch aus den Themengebieten, die der Watergate-Ausschuss des Senats (eigentlicher Name: Senate Select Committee on Presidential Campaign Activities) unter seinem Vorsitzenden Senator Sam Ervin ab Mai 1973 untersuchte. Die Ergebnisse dieser Ermittlungen wurden im Juni 1974 in einem 1250 Seiten starken Abschlussbericht zusammengefasst. Nach dem Ervin-Ausschuss gehören die folgenden zehn Teilbereiche zur „Watergate-Affäre“:
1. der Missbrauch von Regierungsbehörden durch das Weiße Haus oder in dessen Auftrag
2. der eigentliche Watergate-Einbruch
3. die Vertuschung der Hintergründe des Watergate-Einbruchs
4. die Wahlkampfpraktiken des Komitees zur Wiederwahl des Präsidenten
5. die Behinderung der Justiz bei den Watergate-Untersuchungen
6. das Finanzgebaren und die Wahlspendenpraxis von Nixons Wiederwahlkomitee
7. der „Milch-Fonds“ illegaler Parteispenden, mit denen ein Konglomerat amerikanischer Milchproduzenten Einfluss auf die Politik in Washington zu gewinnen suchte
8. eine illegale Parteispende von 100.000 $, die Nixons persönlicher Freund Charles „Bebe“ Rebozo von dem Milliardär Howard Hughes entgegengenommen hatte
9. Vorteilnahmen (beispielsweise durch den „Verkauf“ von Botschafterposten im Austausch für Wahlkampfspenden) und Steuerhinterziehung durch Präsident Nixon
10. die „ITT-Affäre“, bei der es um vermeintliche Vorteilsgewährung für den Industriegiganten im Zusammenhang mit einem Kartellverfahren im Austausch für eine indirekte Wahlkampfspende ging.[6]

Über diese Themenkomplexe hinaus haben Journalisten und Historiker aber auch zahlreiche andere Vorgänge aus Nixons Amtszeit als Aspekte der Watergate-Affäre identifiziert. Teils waren diese lediglich anrüchig, teils wurden sie später aber auch durch Gerichte als illegal klassifiziert. Diese Vorgänge wurden von den Ermittlern der „Watergate Special Prosecution Force“ (WSPF) untersucht. Die amerikanische Öffentlichkeit erfuhr fast ausnahmslos erst im Zusammenhang mit der großen Welle von Watergate-Enthüllungen ab März 1973 von ihnen:
1. das bereits kurz nach Nixons Amtsantritt erfolgte Anheuern eines eigenen Privatdetektivs durch das Weiße Haus; dieser sollte belastende Informationen über politische Gegner der Republikaner sammeln und diese dann den Medien zuspielen; ein Beispiel waren Nachforschungen über Edward Kennedy nach dessen Autounfall in Chappaquiddick;
2. die so genannten „Kissinger-Wanzen“, eine illegale Abhöraktion, die auf Betreiben von Nixons Sicherheitsberater Henry Kissinger ab April 1969 gegen Mitarbeiter des Nationalen Sicherheitsrats und gegen verschiedene prominente Journalisten durchgeführt wurde; dies geschah, um herauszufinden, wer aus Kissingers Stab Informationen an die Medien durchsickern ließ;
3. der (letztlich nicht umgesetzte) „Huston-Plan“ aus dem Jahr 1970 zur Vernetzung der Aktivitäten von CIA, FBI und anderer Spionage- und Strafverfolgungsbehörden unter direkter Kontrolle des Weißen Hauses; nach ihm sollte die Exekutive weitreichende Vollmachten im Kampf gegen behauptete linksradikale Staatsfeinde und militante Gegner des Vietnamkriegs erhalten;
4. die unter der Ägide von Nixons Berater Charles Colson erfolgte Erstellung einer „Feindesliste“ (Nixon's enemies list); diese wurde ständig erweitert (Master list of Nixon’s political opponents) und enthielt Namen von Personen, denen man nachsagte, dem Präsidenten, seiner Regierung oder der Republikanischen Partei feindselig gegenüberzustehen; diese Personen sollten beispielsweise verstärkt mit Prüfungen der Bundessteuerbehörde IRS rechnen müssen oder von vornherein von der Vergabe lukrativer Staatsaufträge ausgeschlossen sein;
5. die zum Teil illegalen Aktivitäten der im Sommer 1971 gegründeten „Klempner“-Einheit des Weißen Hauses; sie sollte einerseits „Lecks“ aus dem Regierungsapparat zu den Medien stopfen und andererseits negative Informationen über Gegner des Weißen Hauses sammeln und gezielt (aber verdeckt) an die Öffentlichkeit weitergeben; zwei Mitglieder der „Klempner“-Einheit, Gordon Liddy und E. Howard Hunt, waren später auch für Planung, Organisation und Durchführung des Watergate-Einbruchs direkt verantwortlich.

## Nixons Regierungsstil und die Rolle seiner engsten Berater

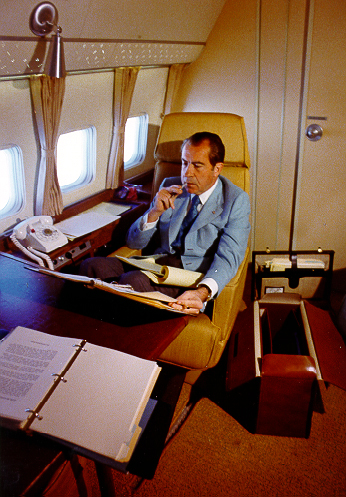
Nixon in seinem Büro an Bord der Air Force One (1972)

Nixon traf sich im Unterschied zu anderen Präsidenten nur selten mit ausgewiesenen Experten aus Ministerien und Behörden. Stattdessen konsultierte er einen engen Kreis von Beratern, vornehmlich Mitarbeiter des Weißen Hauses, die alles Weitere für ihn erledigen sollten. Daraus resultierte ein zentralistischer und hierarchischer Regierungsstil. Der Präsident wurde von vielen Vorgängen scheinbar „abgeschirmt“, während seine Mitarbeiter durch ihren ständigen Zugang zum Oval Office ihren eigenen Untergebenen aber immer glaubhaft machen konnten, ihre Befehle und Anweisungen seien durch den Präsidenten abgedeckt. Letzteres war jedoch nicht immer der Fall. Traditionell einflussreiche Institutionen wie etwa das Außen- oder das Verteidigungsministerium erlebten gleichzeitig einen Bedeutungsverlust, weil die zuständigen Minister William P. Rogers und Melvin R. Laird nicht zum exklusiven Nixon-Zirkel gehörten.
Nixon misstraute der Ministerialbürokratie. Er sah sie „unterwandert“ von ihm feindlich gesinnten Demokraten und Vertretern des liberalen Ostküsten-Establishments, die an Ivy-League-Universitäten wie Harvard oder Yale studiert hatten. Das Misstrauen wurde gefördert durch die vielen „Lecks“ (leaks), von denen seine Regierung von Beginn an geplagt war. Selbst geheimste Regierungsdokumente und -informationen wurden den (häufig liberalen) Medien zugespielt. Nixon betrachtete dies nicht nur als persönlichen Affront, sondern auch als gezielten Versuch, seine strikt von der Öffentlichkeit abgeschirmten politischen Initiativen zu sabotieren. Das betraf vor allem die ihn primär interessierende Außenpolitik. Nixons gut dokumentierte Obsession, diese „Lecks“ um jeden Preis zu stopfen, entwickelte sich zu einem wichtigen Ausgangspunkt vom Weißen Haus gesteuerter krimineller Aktivitäten.
Nixon begegnete der vermeintlichen Unzuverlässigkeit der Ministerien und Behörden mit der Beförderung ihm loyaler Personen auf Schlüsselpositionen. Den Versuch, diese Leute in seinem politischen oder gar persönlichen Interesse zu instrumentalisieren, zählte der Kongress später zu Nixons „Missbräuchen von Regierungsvollmachten“. Allerdings musste der Präsident beim personellen Umbau des Regierungsapparats aus Rücksicht auf die öffentliche Meinung insgesamt zögerlich vorgehen, so dass seine Skepsis gegenüber der Bürokratie im Laufe seiner ersten Amtszeit eher zu- als abnahm. Der Präsident und seine engsten Berater formten ein manichäisches Freund-Feind-Denken aus, das sich durch anfängliche Misserfolge der Regierungspolitik noch verstärkte. Eine Wiederwahl Nixons im Jahr 1972 schien zunehmend fraglich. Spätestens im Laufe des Jahres 1970 bildete sich so eine Belagerungsmentalität im Weißen Haus aus, die auch in den Medien registriert und kritisiert wurde. Man sprach von einer „Palastgarde“ oder gar (wegen der deutschen oder deutsch klingenden Nachnamen von Nixons Mitarbeitern) von einer „Berliner Mauer“, die den Präsidenten immer stärker von der Wirklichkeit abschirme.

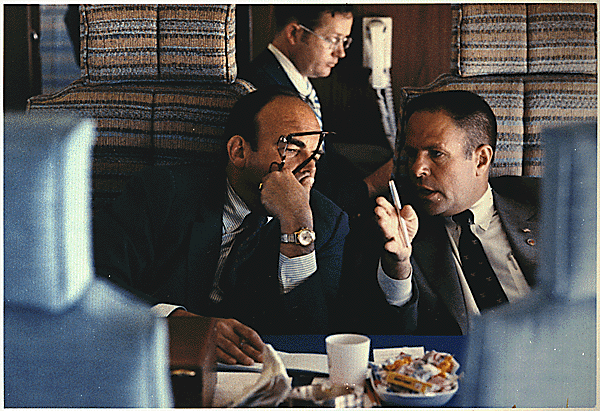
John Ehrlichman und Harry Robbins Haldeman im April 1973

Diese „Palastgarde“, die in der Regel täglichen Kontakt mit dem Präsidenten hatte, bestand zu Beginn von Nixons Amtszeit im Wesentlichen aus drei Personen: Justizminister (Attorney General) John N. Mitchell, Stabschef des Weißen Hauses (White House Chief of Staff) H.R. „Bob“ Haldeman und dem Rechtsberater (Counsel) des Präsidenten und späteren Berater für innenpolitische Fragen (Assistant to the President for Domestic Affairs) John Ehrlichman. Haldeman und Ehrlichman waren seit Anfang der 1960er Jahre politisch mit Nixon verbunden und hatten in seinen gescheiterten Wahlkampagnen für die Präsidentschaft (1960) und den Gouverneursposten in Kalifornien (1962) mitgewirkt. Als Westküstler teilten sie nicht nur Nixons konservative Weltsicht, sondern auch seine Vorbehalte gegenüber dem als gleichermaßen arrogant wie liberal betrachteten Ostküsten-Establishment. Mit Mitchell, einem profilierten Rechtsanwalt, war Nixon zunächst geschäftlich verbunden, als er in den 1960er Jahren in New York als Anwalt residierte. Als einziger seiner engsten Berater kann Mitchell auch als persönlicher Freund Nixons gelten.
In diesen Kreis politischer Vertrauter stießen im Laufe des Jahres 1969 zwei weitere Männer vor: Henry Kissinger, der als Nationaler Sicherheitsberater die Verlagerung der Verantwortung für die Außenpolitik weg vom State Department und hin ins Weiße Haus personifizierte, und Charles Colson. Letzterer fungierte formal als Chefberater (Chief Counsel) des Präsidenten, steuerte tatsächlich jedoch parteipolitische Aktivitäten, die dem Weißen Haus eigentlich untersagt waren, und konfrontative Medienkampagnen.
Mitchell willigte auf Drängen Nixons im Jahr 1971 ein, sein Ministeramt im Frühjahr 1972 aufzugeben und mit der Leitung des Komitees zur Wiederwahl des Präsidenten (englisch Committee to Re-elect the President, CRP) die Verantwortung für die Organisation des Wahlkampfes zu übernehmen. Er blieb aber auch in dieser Zeit einer der engsten Berater des Präsidenten und hatte täglichen Kontakt mit dessen Stab. Bereits unmittelbar nach dem Watergate-Einbruch vom 17. Juni 1972 musste er den CRP-Vorsitz jedoch abgeben und zog sich aus der Politik zurück. Zum Jahreswechsel 1972/1973 schied Colson, ebenfalls insgeheim bereits aufgrund seiner Watergate-Verstrickungen, aus dem Weißen Haus aus. Nach einer Welle von Watergate-Enthüllungen, die das Land zwischen März und April 1973 ergriffen hatten, mussten dann am 30. April 1973 auch Haldeman und Ehrlichman ihre Posten räumen.
Die Mitglieder der „Palastgarde“ waren, mit der partiellen Ausnahme Kissinger, tief verstrickt in die Rechtsbrüche, die es in der Zeit von Nixons Amtszeit gab. Mitchell, Haldeman, Ehrlichman und Colson mussten dies später mit Freiheitsstrafen büßen. Spätestens das Ausscheiden von Haldeman und Ehrlichman aus ihren Funktionen verlagerte ab Mai 1973 die Aufmerksamkeit der Öffentlichkeit auf die zentrale Frage „was wusste der Präsident wann“ (wie es im Untersuchungsausschuss des Senats immer wieder formuliert wurde) von den ganzen Watergate-Vorkommnissen, die von der „Palastgarde“ gesteuert worden waren.

## Vorgeschichte des Watergate-Einbruchs

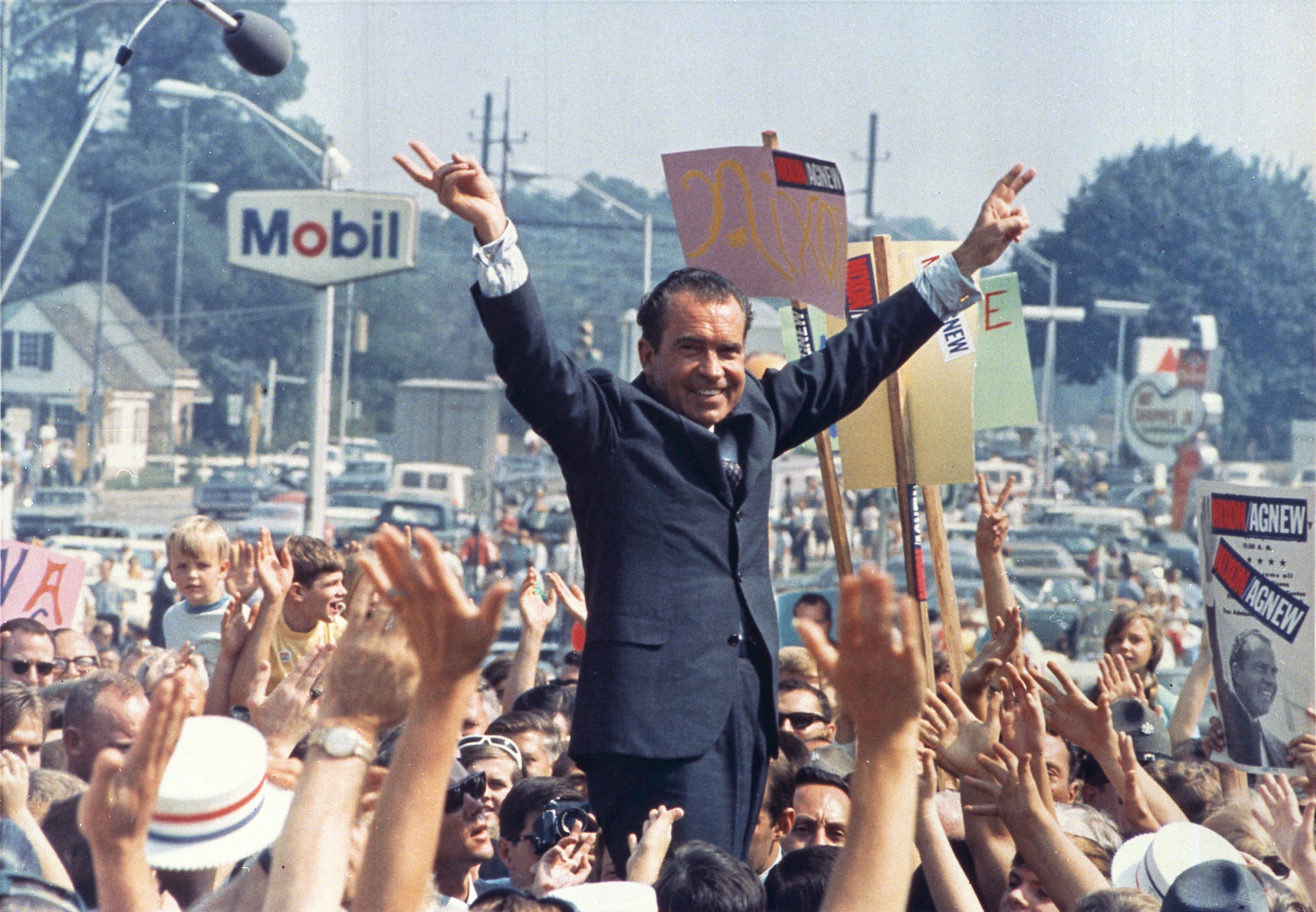
Wahlkampf 1968: Nixon mit seinem „Markenzeichen“

Seit seinem politischen Aufstieg dank der Alger-Hiss-Affäre fühlte sich Nixon von den Liberalen – wie er die Anhänger der Demokratischen Partei nannte – und der von ihnen beherrschten Presse des Ostküsten-Establishments bekämpft. Schon 1952, bei seiner Kandidatur als Vizepräsident, konnte er sich nur durch einen rhetorischen Auftritt (Checkers Speech) gegen deren Vorwürfe retten. Seine Niederlage im Wahlkampf 1960 gegen John F. Kennedy führte er in seinen Memoiren auf die Machenschaften dieser Liberalen zurück. Selbst 1968, als die Demokraten wegen ihrer Verantwortung für den Vietnamkrieg auf einem Tiefpunkt waren, konnte er die Wahl nur knapp gewinnen.
Als 1971 die Vorbereitungen für die Wahl 1972 anstanden, waren seine Aussichten auf eine Wiederwahl keinesfalls so rosig, wie sie sich im Nachhinein darstellten; die Demonstrationen gegen den Vietnamkrieg waren auf ihrem Höhepunkt, und Nixon konnte nicht einmal die Examensfeier seiner Tochter besuchen, weil die Polizei dort seine Sicherheit nicht gewährleisten konnte. Um seine Wiederwahl zu sichern, ließ er das Komitee zur Wiederwahl des Präsidenten unter Leitung seines Justizministers John Mitchell gründen. Die Finanzierung dieses Komitees verliert sich im Dunkeln. Unter anderem waren dort die Drahtzieher des Watergate-Einbruchs beschäftigt. Das Komitee setzte seine Tätigkeit noch fort, als die Wiederwahl Nixons längst gesichert war.
Organisationen, die sich mit den weniger feinen und legalen Aspekten des Wahlkampfs beschäftigten, waren damals – auf beiden Seiten – durchaus üblich und sind nicht als Erfindung Nixons zu betrachten.
Wieweit Nixon mit den Einzelheiten der Arbeit des CRP (Komitee zur Wiederwahl des Präsidenten) vertraut war, weiß man nicht. In seinen Memoiren bezeichnete er diesen Einbruch als idiotisch und völlig sinnlos. Seiner Darstellung nach gab es dort nichts zu erfahren, was nicht ohnehin schon bekannt war. Außerdem war seine Wiederwahl zum Zeitpunkt des Einbruchs schon so gut wie sicher.

## Der Einbruch
In der Nacht des 17. Juni 1972 bemerkte der Wachmann Frank Wills (1948–2000) bei seinem Rundgang im Watergate-Gebäudekomplex, dass ein Stück Klebeband an einer Tür angebracht war, um deren Zufallen zu verhindern. Nichts ahnend entfernte er das Klebeband und setzte seinen Rundgang fort. Als er später wieder an der Tür vorbeikam, bemerkte er, dass erneut ein Stück Klebeband angebracht war. Dies kam ihm verdächtig vor, weshalb er die Polizei alarmierte. Die nahm daraufhin eine Gruppe von fünf Männern fest, nachdem diese bereits in das Hauptquartier der demokratischen Partei im Watergate-Gebäudekomplex eingebrochen waren. Diese Männer waren Bernard Barker, Virgilio R. González, Eugenio Martínez, James W. McCord, Jr. und Frank Sturgis. Dies war bereits der zweite Einbruch. Es sollten nicht funktionierende Abhörmikrofone neu justiert und einige Fotos aufgenommen werden.
Die Beteiligung McCords, der mit dem CRP (Komitee zur Wiederwahl des Präsidenten) in Verbindung stand, sorgte für Spekulationen über eine Verstrickung des Weißen Hauses in dieses Verbrechen.

## Vertuschung
Nixons Sekretär Ron Ziegler dementierte dies aber und bezeichnete den Einbruch als „drittrangig“. Bei der Verlesung der Anklage identifizierte sich McCord jedoch als ehemaliges Mitglied des Geheimdienstes CIA, was das Interesse eines Journalisten der Washington Post erregte, der bei der Verhandlung anwesend war. Dieser Journalist war Bob Woodward. Zusammen mit seinem Kollegen Carl Bernstein begann er – mit Rückendeckung ihres Chefredakteurs Ben Bradlee – die Fakten zu den verhafteten Männern freizulegen. Ein Informant („Deep Throat“) half den Journalisten dabei, indem er die jeweiligen Rechercheergebnisse bestätigte oder ihnen sagte, wenn sie auf der falschen Fährte waren. Die Identität des Mannes wurde 33 Jahre lang geheim gehalten. Erst am 31. Mai 2005 wurde durch einen Artikel der amerikanischen Zeitschrift Vanity Fair bekannt, dass es Mark Felt war, damals Nummer zwei des FBI. Felt und Woodward vereinbarten regelmäßige Geheimtreffen in einer Tiefgarage, um Informationen auszutauschen.

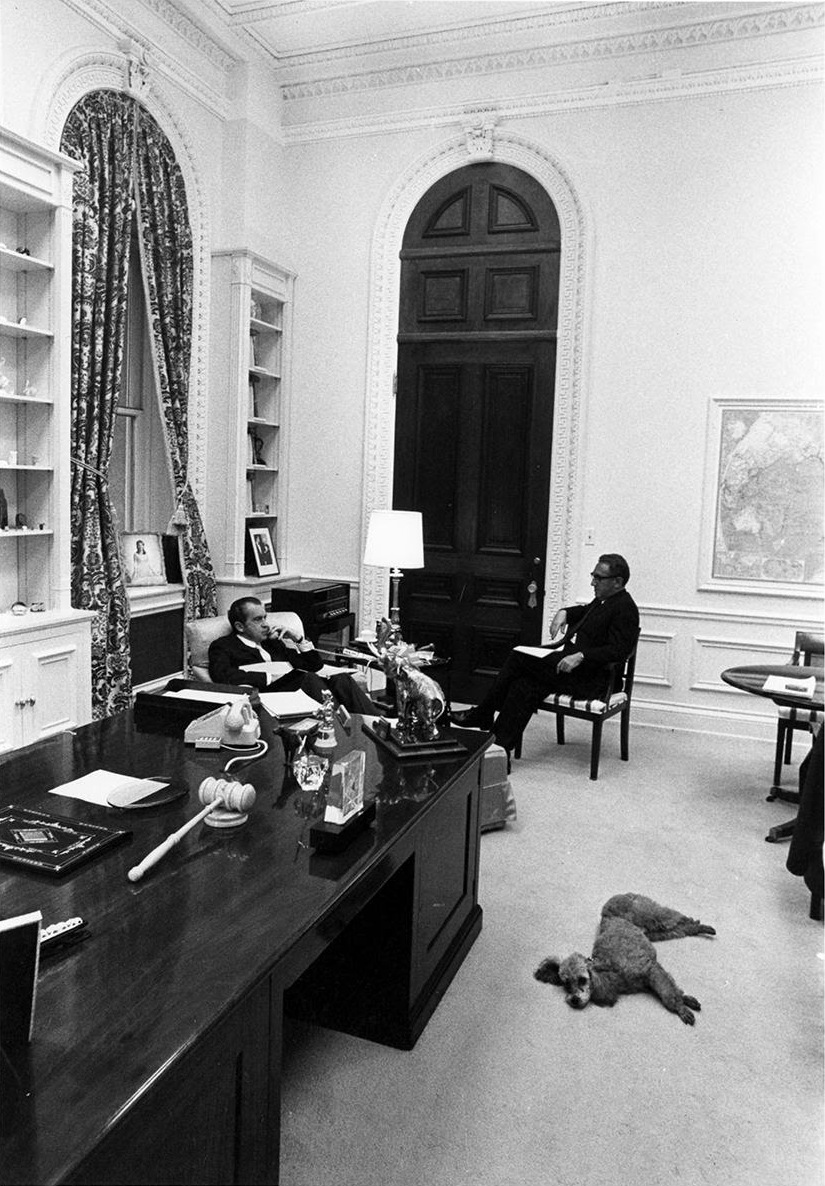
Nixon berät sich mit Kissinger (November 1971)

Nixon versuchte vergeblich, die CIA einzuschalten, um die Ermittlungen der Bundespolizei FBI zu verschleppen, indem nationale Sicherheitsinteressen geltend gemacht werden sollten. Tatsächlich wurde die Straftat, neben zahlreichen weiteren „schmutzigen Tricks“, vom Weißen Haus aus vom CRP-Vorsitzenden und Justizminister John N. Mitchell geplant, und zwar auf Anordnung von Präsident Nixon: Eine spezielle Untersuchungseinheit war seit 1971 vom Weißen Haus aufgebaut worden: die genannte Gruppe von „Klempnern“ unter der Direktion von Gordon Liddy und Howard Hunt, die Informationslecks untersuchte und Operationen gegen die Demokraten durchführte. Dreh- und Angelpunkt des Unternehmens war Nixons Paranoia in Bezug auf den Wahlkampfleiter der Demokraten, Larry O’Brien, der seit 1968 auf der Gehaltsliste des Milliardärs Howard Hughes stand, von dem auch Nixon selbst mehrfach Spenden und Bestechungsgelder erhalten hatte. Seine Präsidentschaftskandidatur war 1960 an einer Spendenaffäre gescheitert, in die Hughes und Nixons jüngerer Bruder Donald verwickelt waren. Daher fürchtete Nixon, O’Brien verfüge über Insiderwissen, mit dem er Nixons Ruf ruinieren könnte. Der Präsident ordnete die Abhöraktion im Watergate-Komplex an, um herauszufinden, inwieweit O’Brien ihm gefährlich werden könne.

## Gerichtsverhandlungen
Am 8. Januar 1973 wurden die Einbrecher zusammen mit Liddy und Hunt vor Gericht gestellt. Alle mit Ausnahme von McCord und Liddy plädierten auf schuldig, und alle wurden der Verschwörung, des Einbruchs und des Abhörens für schuldig befunden. Die Angeklagten wurden dafür bezahlt, auf schuldig zu plädieren, aber keine weiteren Aussagen zu machen. Dies versetzte den Richter John Sirica (auch bekannt als Maximum John wegen seiner unnachsichtigen Urteile) so in Rage, dass er 30-jährige Freiheitsstrafen verkündete (als Vergleich: ein Mörder bekam damals 20 bis 25 Jahre und konnte nach 15 Jahren mit seiner Entlassung rechnen), jedoch andeutete, sein Urteil zu überdenken, wenn die Angeklagten kooperativer wären. McCord stimmte daraufhin der Zusammenarbeit zu, beschuldigte das Komitee zur Wiederwahl des Präsidenten und gab zu, einen Meineid geleistet zu haben. Anstatt also das Verfahren zu beenden, wurden die Untersuchungen ausgeweitet. Der Senat setzte den Watergate-Ausschuss ein, um den Watergate-Skandal zu untersuchen, und es wurde damit begonnen, Stabsmitarbeiter des Weißen Hauses vorzuladen.

## Ermittlungen im Umfeld des Präsidenten
Am 30. April 1973 war Nixon gezwungen, zwei seiner einflussreichsten Berater zum Rücktritt zu bewegen: H. R. „Bob“ Haldeman (Stabschef im Weißen Haus) und John Ehrlichman (Berater für innere Angelegenheiten). Beide wurden kurze Zeit später zu Gefängnisstrafen verurteilt. Nixon entließ ebenfalls den Rechtsberater des Weißen Hauses John Dean, der sich bereit erklärt hatte, mit der Staatsanwaltschaft zu kooperieren; Dean wurde später bei seinem Auftreten vor dem Watergate-Ausschuss des Senats zu einem Schlüsselzeugen gegen Nixon. Am selben Tag benannte Nixon mit Elliot L. Richardson einen neuen Justizminister und gab ihm die Autorität, einen Sonderstaatsanwalt (Special Prosecutor) für die wachsenden Ermittlungen in der Watergate-Affäre einzusetzen. Richardson ließ sich von Nixon zusichern, dass der Sonderstaatsanwalt (der institutionell dem Justizministerium unterstehen würde) freie Hand bei den Watergate-Untersuchungen haben sollte, und ernannte am 18. Mai den Harvard-Rechtsprofessor Archibald Cox. Die im Fernsehen übertragenen Anhörungen im Senat hatten am Tag zuvor begonnen. Sieben Berater von Präsident Nixon wurden am 1. März 1974 wegen ihrer Rollen im Watergate-Skandal der Verschwörung und der Behinderung der Justiz für schuldig befunden und verurteilt.

## Die Tonbänder
Die Anhörungen, die vom Watergate-Ausschuss des US-Senats durchgeführt wurden und in denen Dean als Hauptzeuge neben vielen anderen ehemaligen Schlüsselpersonen der Nixon-Regierung ein verheerendes Zeugnis ausstellte, wurden fast während des gesamten Sommers 1973 im Fernsehen übertragen und verursachten einen katastrophalen politischen Schaden für Nixon. Die Ermittler des Senats entdeckten am 16. Juli eine ausschlaggebende Tatsache: Alexander Butterfield, der bis Dezember 1972 als Mitarbeiter von Nixons Stabschef Haldeman einer der wenigen war, die in dieses streng gehütete Geheimnis eingeweiht gewesen waren, sagte aus, dass ein Tonbandsystem im Weißen Haus automatisch alles aufzeichnete, was im Oval Office gesprochen wurde. Diese Tonbandaufnahmen, so schlussfolgerten die Ermittler, könnten zeigen, ob Nixon oder Dean die Wahrheit über die Schlüsseltreffen im Weißen Haus aussagten. Die Bänder wurden daraufhin sowohl von Cox als auch vom Senat zur Beschlagnahme verlangt. Nixon behauptete, der direkte Zugriff der Justiz oder eines Parlamentsausschusses auf Tonbandaufnahmen des Präsidenten wäre ein ungerechtfertigter Eingriff in seine Vollmachten als Regierungschef (Executive privilege) und würde gegen die Gewaltenteilung verstoßen.
Es entwickelte sich ein monatelanges Tauziehen um die Herausgabe der Bänder, bei dem Nixon auf Cox mit dem Ziel einwirken wollte, seine Beschlagnahmeforderung fallen zu lassen. Schließlich offerierte Nixon am 19. Oktober 1973 einen Kompromiss, nach dem der von ihm geachtete Senator John C. Stennis, ein konservativer Südstaaten-Demokrat, die Bänder anhören und ihren Inhalt für Cox schriftlich zusammenfassen sollte (Stennis compromise). Cox wies dieses Angebot sofort zurück, woraufhin Nixon am 20. Oktober 1973, einem Samstag, als Regierungschef Justizminister Elliot Richardson anwies, den Sonderstaatsanwalt seines Amtes zu entheben. Mit Hinweis auf Nixons frühere Zusage, diesem freie Hand zu lassen, erklärte Richardson, er könne dies nicht tun, und trat von seinem Amt zurück. Daraufhin befahl Nixon dem stellvertretenden und nun amtierenden Justizminister William Ruckelshaus, seine Order umzusetzen, aber auch dieser weigerte sich und wurde von Nixon entlassen. Erst der dritte Mann in der Rangordnung des Justizministeriums, Solicitor General Robert Bork, fand sich bereit, die Anweisung des Präsidenten auszuführen und Cox zu entlassen. Die dramatischen Ereignisse dieses 20. Oktober 1973 wurden von den Medien schnell als „Saturday Night Massacre“ charakterisiert und riefen eine Welle der Empörung in der amerikanischen Öffentlichkeit hervor. Im Kongress brachten in den folgenden Tagen zahlreiche Abgeordnete Gesetzesinitiativen in Gang, die auf eine Amtsenthebung Nixons abzielten.
Während Nixon weiterhin die Übergabe der Bänder verweigerte, stimmte er der Übergabe von Abschriften einer großen Zahl von Bändern zu. Sie bestätigten zum größten Teil die Aussagen Deans. Nixon verlor schließlich vor dem Obersten Gerichtshof das Verfahren United States v. Nixon und musste die Bänder herausgeben. Infolgedessen wurde entdeckt, dass ein entscheidender Teil eines Tonbandes, das niemals den Gewahrsam des Weißen Hauses verlassen hatte, gelöscht worden war.
Nixon hatte das System mit den Bändern nicht selbst erfunden, sondern fand es bei seinem Amtsantritt vor. Zunächst ließ er es abbauen. Später wurde es neu installiert – wie er sagte – um die Bänder beim Verfassen seiner Memoiren zu verwenden. John Ehrlichman schrieb in seinen Memoiren jedoch, Nixon habe das System wieder einbauen lassen, um gegen den Anspruch Henry Kissingers seinen Anteil an der Außenpolitik dokumentieren zu können. Die Schimpfwörter, die er ab und zu gebrauchte, wurden ihm auch vorgeworfen. Dass sein Vorgänger, Lyndon B. Johnson, ihn in dieser Beziehung weit übertraf, sagte niemand. Erstaunlich ist, dass die schlechte Qualität der Bandaufnahmen erst während des Ermittlungsverfahrens auffiel. Selbst Experten waren sich oft uneinig, was gesagt wurde und wer es gesagt hatte. Offensichtlich hatte sich nie jemand – auch Nixon nicht – die Mühe gemacht, die Funktion des Systems zu überprüfen.
Ein Teil der Tonbandaufnahmen ist 2011 veröffentlicht worden.

## Amtsenthebungsverfahren und Rücktritt

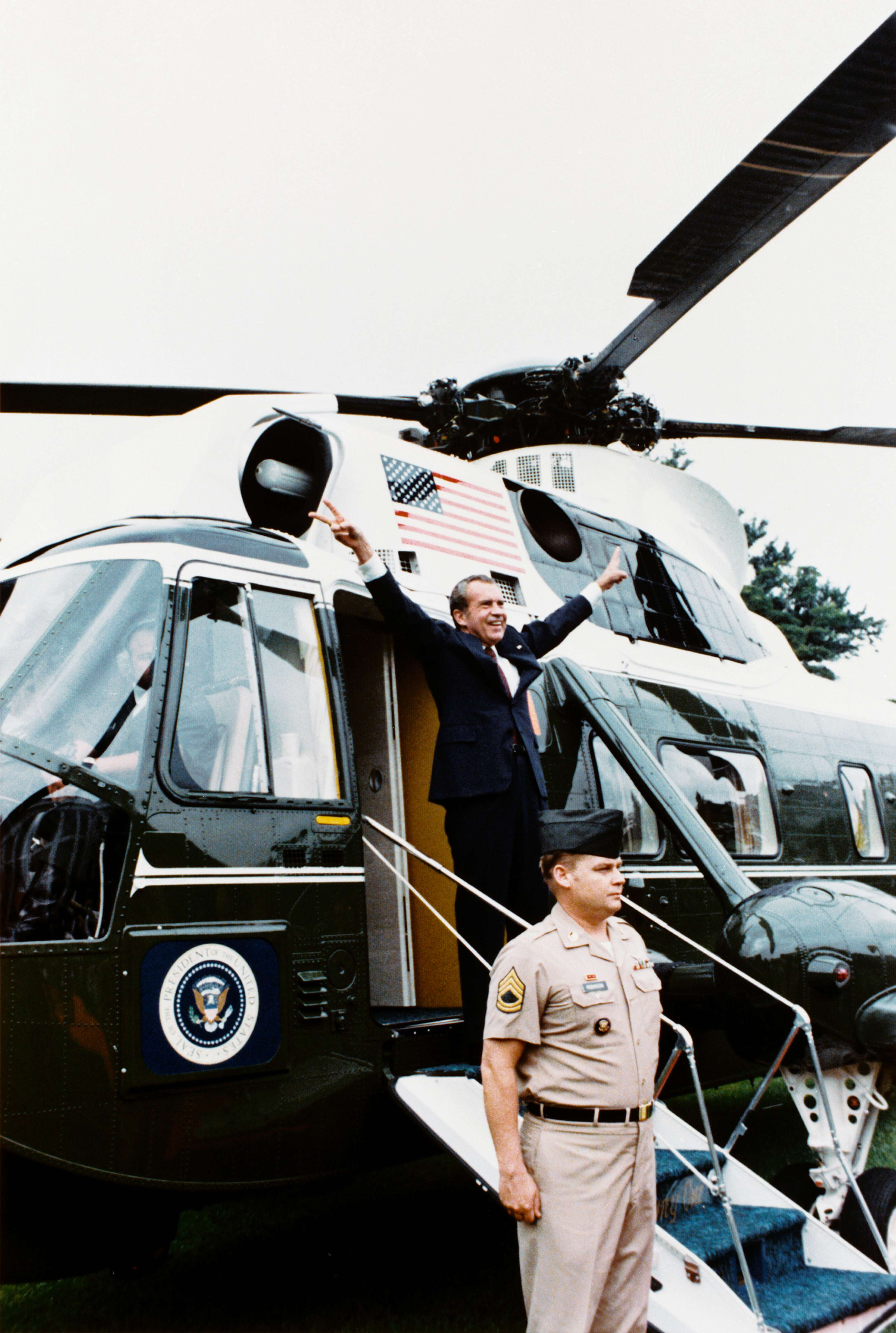
Nixon verlässt am 9. August 1974 nach seiner Rücktrittsrede das Weiße Haus mit der Army One

Im Jahr 1974 begannen im Repräsentantenhaus die formalen Untersuchungen zur Amtsenthebung des Präsidenten, basierend auf dem Bericht des Sonderermittlers. Vorher war der Vizepräsident Spiro Agnew, gegen den Vorwürfe wegen Bestechlichkeit erhoben worden waren, zum Rücktritt gedrängt worden; sein Nachfolger war Gerald Ford. Der erste Gesetzesartikel wurde am 27. Juli 1974 im United States House Committee on the Judiciary mit 27 gegen 11 Stimmen verabschiedet, wenige Tage nachdem der Oberste Gerichtshof einstimmig gegen Nixons Ansprüche im Fall der Tonbandmitschnitte entschieden hatte. Drei weitere Artikel zur Behinderung der Justiz bei den Ermittlungen zum ursprünglichen Watergate-Einbruch sowie zu den Untersuchungen über die illegale Verwendung von Wahlkampfgeldern wurden ebenfalls verabschiedet.
Im August wurde ein zuvor unbekanntes Tonband vom 23. Juni 1972, also nur wenige Tage nach dem Watergate-Einbruch, publik, worin Nixon und sein Stabschef Haldeman den Plan zur Blockierung der Ermittlungen durch fiktive Gründe der nationalen Sicherheit schmiedeten. Dieses Band wurde als „Smoking Gun“, also als unumstößlicher Beweis, bezeichnet. Aufgrund der Last dieses letzten Beweisstücks wurde Nixon nun auch von seinen letzten verbliebenen Anhängern fallen gelassen. Die zehn Kongressabgeordneten, die zuvor im Ausschuss gegen den Amtsenthebungsartikel gestimmt hatten, kündigten nun an, dass sie die Amtsenthebung in ihrem Hause unterstützen würden. Auch Nixons Unterstützung im Senat war nun sehr schwach.

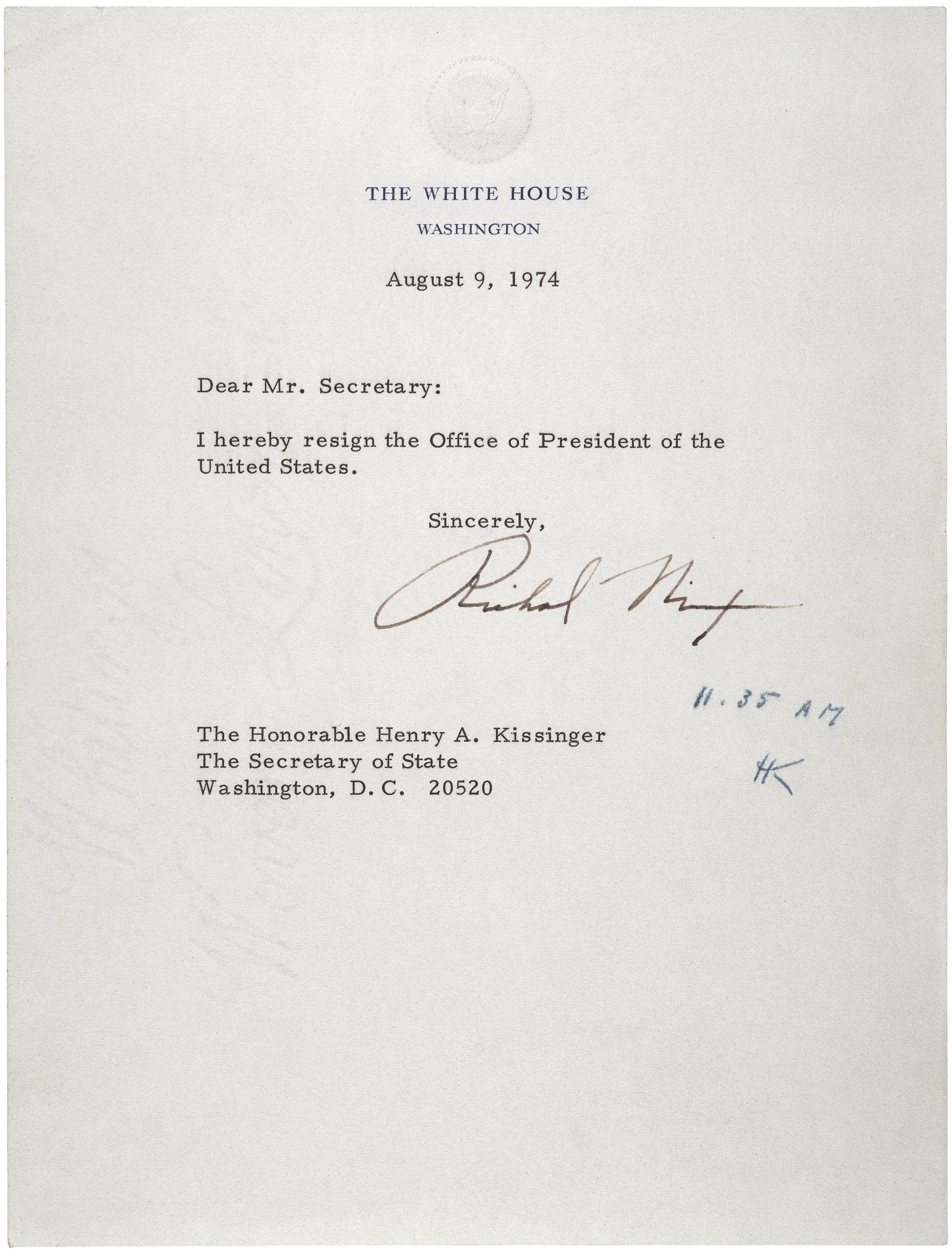
Rücktrittserklärung von Richard Nixon

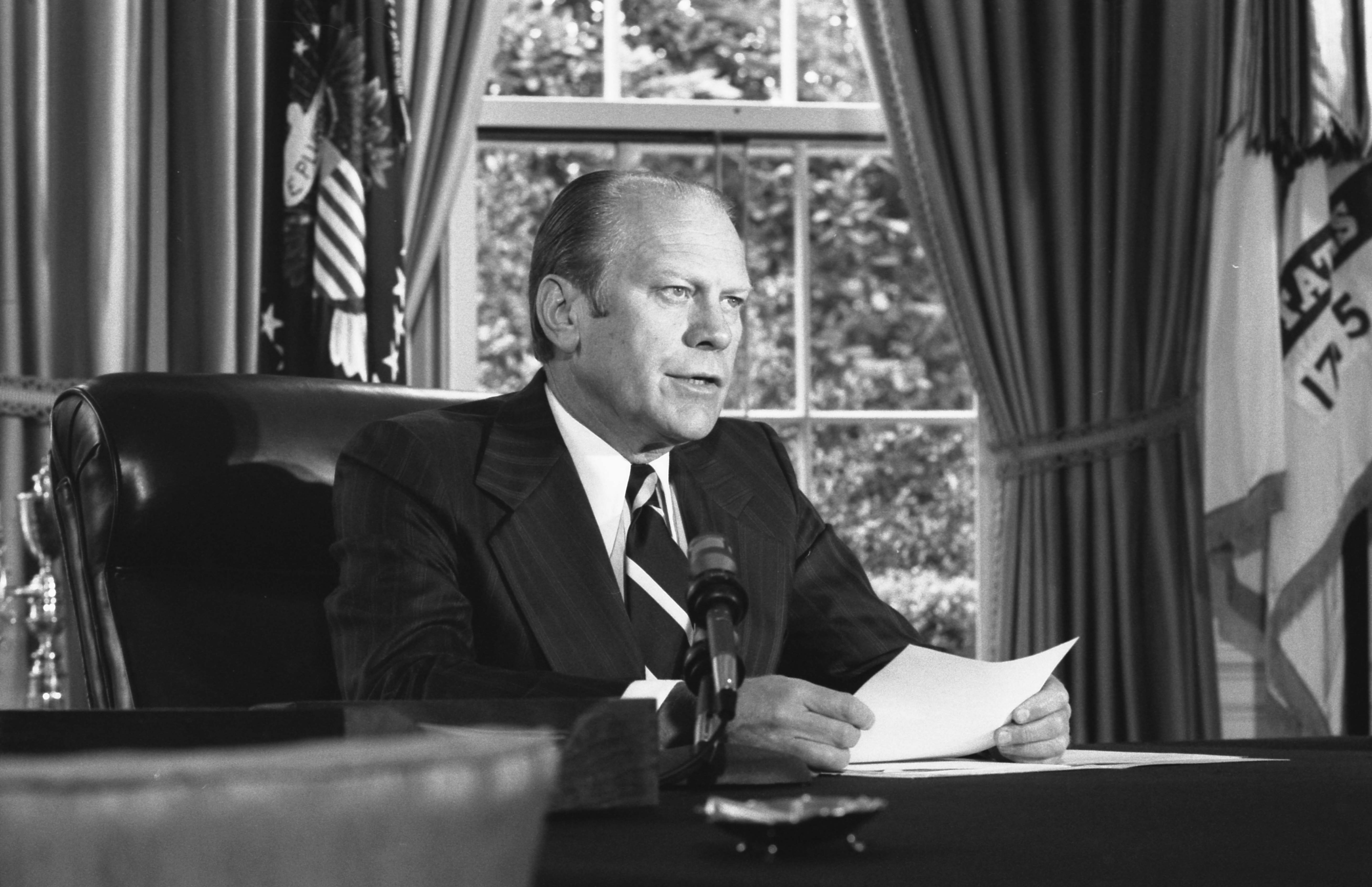
Gerald Ford kündigt im September 1974 Nixons Begnadigung an

Am 7. August 1974 teilte Senator Barry Goldwater, der einflussreiche Anführer der Konservativen im Kongress, Nixon mit, dass er ihn nicht mehr unterstützen würde und dass im Repräsentantenhaus eine Mehrheit für eine Verurteilung bestand. Goldwater erinnerte sich später, dass Nixon sich bei dieser Besprechung seltsam benommen habe, besonders seine aufgesetzte gute Laune sei auffällig und beunruhigend gewesen. Schon im Dezember 1973 hatte Goldwater nach einem Termin beim Präsidenten in sein Tagebuch notiert: „Ich habe Grund zur Annahme, dass im Weißen Haus psychisch nicht alles in Ordnung ist“ und dass Nixon nahe am Zusammenbruch sei. Auch andere Spitzenpolitiker wie etwa Verteidigungsminister James R. Schlesinger waren besorgt über Nixons mentalen Zustand. Schließlich trat Richard Nixon am 9. August als Präsident zurück.
Letztendlich wurde Nixon nicht des Amtes enthoben und niemals verurteilt, da durch seinen Rücktritt das Amtsenthebungsverfahren (Impeachment) beendet war und sein Vizepräsident und Nachfolger Gerald Ford nach nur wenigen Wochen, am 8. September 1974, seine Begnadigung erließ.

## Folgen und öffentliche Aufnahme

### Politische Auswirkungen
Der Watergate-Skandal zeigte auch nach dem Rücktritt Präsident Nixons noch Folgen. Indirekt war Watergate der Grund für neue Gesetze, die zu einschneidenden Änderungen in der Wahlkampffinanzierung führten. Watergate war außerdem ein wichtiger Faktor sowohl bei der Novellierung des Freedom of Information Act als auch bei der Verabschiedung neuer Gesetze, die Regierungsangehörige zur Offenlegung ihrer Finanzen zwingen. Obwohl nicht von Gesetzes wegen gefordert, erwartet die Öffentlichkeit seit der Affäre ebenso andere Formen der Offenlegung, wie z. B. die Veröffentlichung der Steuererklärungen von Politikern.
In dem Wissen, dass er bei den Präsidentschaftswahlen von 1972 seinem Gegner George McGovern weit voraus war, lehnte es Nixon ab, mit seinem politischen Gegner zu debattieren. Es war kein Präsidentschaftskandidat bis auf Donald Trump im Jahr 2020 nach ihm mehr in der Lage, solche Debatten abzulehnen.
Seit Franklin D. Roosevelt hatten viele Präsidenten ihre Gespräche aufgezeichnet, aber nach dem Watergate-Skandal wurde diese Praxis faktisch abgeschafft.
Wenige Monate nach Nixons Rücktritt, im November 1974, standen turnusgemäß Midterm-elections an. Obwohl in der amerikanischen Geschichte in Midterm-elections Verluste der Partei des Präsidenten keine Seltenheit sind, konnten die Demokraten, die schon vor den Wahlen in beiden Kammern eine Mehrheit hatten, bei den Wahlen deutliche Zugewinne verbuchen. Im Repräsentantenhaus konnten die Demokraten sogar eine knappe Zweidrittelmehrheit erringen. Auch die Versuche vieler republikanischer Kandidaten, sich betont von Nixon und Watergate zu distanzieren, zeigten nur wenig Wirkung. Demokraten, die erstmals bei den Wahlen von 1974 gewählt wurden, erhielten in der amerikanischen Öffentlichkeit rasch den Beinamen Watergate Babies. Die Machtverschiebung im Kongress war innen- und außenpolitisch von hoher Bedeutung und beeinflusste maßgeblich die Politik des neuen Präsidenten Gerald Ford.
Da der Begriff Watergate untrennbar mit umfangreichen politischen Verschwörungen verknüpft ist, wird er häufig auf andere politische Skandale übertragen, so die Whitewater-Affäre (Immobilienskandal der Familie Bill Clintons), die in den Medien zu „Whitewatergate“ wurde. Viele weitere – auch unpolitische – Skandalbezeichnungen werden seitdem mit der Endung „-gate“ versehen, z. B. Monicagate, Nipplegate oder „Waterkantgate“ für die Barschel-Affäre.

### Medien
Watergate läutete eine neue Epoche ein, in der die Massenmedien viel aggressiver, aber auch zynischer bei der politischen Berichterstattung wurden. Eine neue Generation von Journalisten, die selbst zu den neuen Woodward und Bernstein werden wollten, widmete sich dem investigativen Journalismus, in der Hoffnung, neue Politskandale aufzudecken.
Im Jahr 1976 drehte Alan J. Pakula nach einem Buch von Woodward und Bernstein über die Watergate-Affäre den Film All the President’s Men (deutscher Titel: Die Unbestechlichen). Robert Redford und Dustin Hoffman spielten darin die beiden Reporter.
Robert Altman drehte 1984 den Film Secret Honor; in einem kammerspielartigen Format wird darin entwickelt, wie sich die Affäre aus der Sicht Richard Nixons dargestellt haben könnte.
Unter der Regie von Oliver Stone kam 1995 der Film Nixon mit Anthony Hopkins als Nixon in die Kinos.
Auch zahlreiche andere Filme, die sich nicht unmittelbar mit Watergate beschäftigen, nehmen – meist satirisch – auf die Affäre Bezug. Zum Beispiel beschwert sich Tom Hanks als Forrest Gump ganz unschuldig darüber, dass er aufgrund von Aktivitäten im gegenüberliegenden Watergate-Gebäude nicht schlafen könne. In der Rocky Horror Picture Show wiederum hören Brad und Janet auf ihrer Fahrt durch den Regen Richard Nixons Abschiedsrede im Autoradio. Am 5. Februar 2009 erschien der Film Frost/Nixon in Deutschland, welcher auf den Nixon-Interviews des britischen Journalisten David Frost beruhte. Regie führte Ron Howard. Der Film war erstmals am 15. Oktober 2008 beim London Film Festival zu sehen.
Das Dead-Kennedys-Lied I Am The Owl beschäftigt sich teilweise mit der Watergate-Affäre. So heißt es im Text: „I am your plumber (Klempner) […] I still bug your bedrooms“ beziehungsweise „Watergate hurt; But nothing really ever changed; A teeny bit quieter; But we still play our little games“.
Im Jahr 2022 thematisierte die 8-teilige TV-Serie Gaslit von Regisseur Matt Ross den Skandal. Im Mittelpunkt der Serie standen dabei die von Julia Roberts gespielte Nixon-Kritikerin Martha Mitchell und ihr, von Sean Penn dargestellter, Ehemann und Watergate Mitverschwörer John N. Mitchell.
HBO verfilmte die Geschehnisse um die Affäre in White House Plumbers mit Woody Harrelson. Die fünfteilige Miniserie wurde 2023 in Deutschland von Sky veröffentlicht.

### Enttarnung von Deep Throat
Im Februar 2005 (Mark Felt war bereits 91 Jahre alt) deuteten Berichte in den Medien darauf hin, dass Deep Throat krank und dem Tode nahe sei. Bob Woodward soll außerdem schon einen Nachruf auf Deep Throat geschrieben und Kollegen der Washington Post darüber informiert haben. Als Vanity Fair im Mai 2005 die Geschichte über Deep Throat veröffentlicht hatte, bestätigte Woodward schließlich, dass Felt Deep Throat ist.
Weil er seine Informationen seinerzeit aus moralischen und patriotischen Gründen weitergegeben habe, wurde Mark Felt von seiner Familie daraufhin in öffentlichen Erklärungen als „American hero“ („amerikanischer Held“) betitelt. Kommentatoren der Medien äußerten allerdings den Verdacht, dass, da er nach Hoovers Tod nicht zu dessen Nachfolger als FBI-Direktor ernannt wurde, Felt auch Rachegedanken gegen Nixon dazu gebracht hätten, so zu handeln. Andere meinten, die Beweggründe Felts seien in seiner institutionellen Loyalität gegenüber dem FBI zu suchen, weil viele Verantwortliche glaubten, dass die Watergate-Affäre die Unabhängigkeit des FBI zeige.
Mark Felt verkaufte die Filmrechte an seiner Geschichte zwischenzeitlich an Tom Hanks und veröffentlichte im Mai 2006 ein, teils biographisch, teils autobiographisch geschriebenes Buch mit dem Titel A G-Man’s Life. Am 18. Dezember 2008 starb Mark Felt in seinem Haus in Santa Rosa, Kalifornien im Alter von 95 Jahren an Herzversagen.
2017 schließlich kam ein Spielfilm mit Liam Neeson als Felt heraus mit dem Titel The Secret Man.

### Rückblickende Bewertung
Zum 40. Jahrestag im Juni 2012 veröffentlichten Carl Bernstein und Bob Woodward erstmals seit 36 Jahren wieder einen gemeinsamen Artikel in der Washington Post. Darin fassten sie ihre Erfahrungen mit Nixon und der Affäre zusammen. Sie stellten fest, dass illegale Praktiken, die systematisch die demokratischen Verfahren und Freiheitsrechte verletzen, schon lange vor Watergate zur Methode von Nixons Regierung geworden waren. Nixon und sein Team führten demnach einen fünffachen Krieg: Gegen die Proteste zum Vietnamkrieg, gegen die Medien, gegen die politischen Gegner (Demokratische Partei), gegen die Justiz und gegen die Geschichte als solche, indem Nixon seit seinem Rücktritt und bis zu seinem Tod systematisch versuchte, Zusammenhänge zu verschleiern. Der Titel des Artikels lautete: Woodward und Bernstein: 40 Jahre nach Watergate, Nixon war wesentlich übler als wir dachten.

## Personen der Watergate-Affäre
- Jack Anderson
- Howard Baker
- Bernard Barker
- Carl Bernstein
- Robert Bork
- Pat Buchanan
- Alexander Butterfield
- Charles Colson
- Archibald Cox
- John Dean
- Bob Dole
- John Ehrlichman
- Sam Ervin
- Mark Felt
- Virgilio R. González
- Patrick Gray
- Alexander Haig
- Harry Robbins Haldeman
- Howard Hughes
- E. Howard Hunt
- Leon Jaworski
- Henry Kissinger
- John N. Mitchell
- Martha Mitchell[18] (siehe auch Martha-Mitchell-Effekt)
- Jeb Magruder
- James W. McCord
- George McGovern
- Gordon Liddy
- Edmund Muskie
- Richard Nixon
- Larry O’Brien
- Charles Rebozo
- Elliot L. Richardson
- Peter W. Rodino
- William Ruckelshaus
- Charles Ruff
- Donald Segretti
- Earl Silbert
- John Sirica
- Hugh Sloan
- Maurice Stans
- John C. Stennis
- Frank Sturgis
- Fred Thompson
- Vernon A. Walters
- Rose Mary Woods
- Bob Woodward
- Ron Ziegler